# 2945 Zanstra
2945 Zanstra este un asteroid din centura principală, descoperit pe 28 septembrie 1935 de Hendrik van Gent.